# Pimpla cyanea
Pimpla cyanea là một loài tò vò trong họ Ichneumonidae.